# روز جهانی سفر انسان به فضا

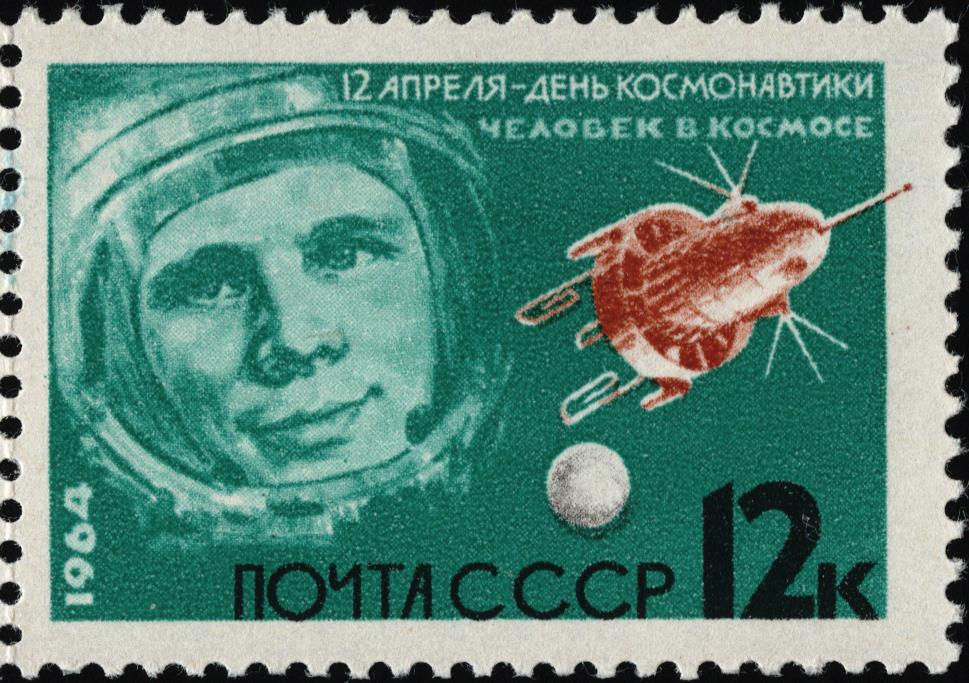
یک تابلو در روز جهانی سفر انسان به فضا در کره ماه

روز ۱۲ آوریل هر سال به مناسبت گرامیداشت سفر یوری گاگارین به عنوان اولین انسان به فضا، روز جهانی سفر انسان به فضا (به انگلیسی: International Day of Human Space Flight) نام‌گذاری شده‌است. مجمع عمومی سازمان ملل متحد در شصت و پنجمین جلسه خود در روز ۷ آوریل ۲۰۱۱ و چند روز پیش از پنجاهمین سالگرد این رویداد، این مناسبت را تصویب کرد.
گفتنی است پیش از این، روز ۱۲ آوریل در اتحاد جماهیر شوروی به عنوان روز کیهان‌شناسی (به روسی: День Космона́втики) نامگذاری شده بود. این مناسبت که از سال ۱۹۶۳ در این کشور گرامی داشته می‌شد، همچنان در تقویم ملی روسیه و نیز برخی کشورهای پساشوروی قرار دارد. شب یوری از دیگر برنامه‌هایی است که در ۱۲ آوریل در روسیه و بسیاری دیگر از کشورهای دنیا به مناسبت گرامیداشت سفر اولین انسان به فضا اجرا می‌شود.